# 大砲とスタンプ
『大砲とスタンプ』（たいほうとスタンプ）は、速水螺旋人による日本の漫画作品。『月刊モーニングtwo』（講談社）にて、第42号（2011年1月22日発売）から2020年11月号（2020年9月23日発売）まで連載された。
架空の国家「大公国」に存在する「兵站軍」を舞台に、長期化した戦争の停滞とその中で起きる事件を描いた物語である。一般兵士の日常生活や後方勤務をストーリーの主軸としており、作中で起きる大規模な攻勢の際などもそれを支える主人公たちに焦点を当てている。また、一話ごとに1ページを使ってその話に登場する兵器紹介が描かれる。

## あらすじ
大公国には陸海空の三軍の他に、補給・輸送を主任務とする「兵站軍」が存在する。デスクワークが多く命の危険が少ない兵站軍将兵は、他の兵士たちから「紙の兵隊」と呼ばれ蔑まれていた。
そんな「紙の兵隊」になったばかりのマルチナ・M・マヤコフスカヤ少尉は、大公国と「帝国」との連合軍による占領地アゲゾコ要塞の補給廠への配属を命じられる。士官学校同期の中でもっとも早い任地入りに胸を弾ませるマルチナだったが、2年前からの戦争で占領されたアゲゾコ市には主敵である「共和国」寄りの住民も多く、要塞の駐屯軍にも腐敗がはびこり、真面目な彼女にとっては衝撃的な職場だった。
しかし、マルチナが配属された管理部第二中隊をはじめとして、アゲゾコの兵站軍組織には彼女により変化がもたらされてゆくことになる。まず第二中隊におけるやり方（彼女が来るまでは命令書すら作らず伝言ゲームで輸送管理を回していた、他）を片端から壊して回り、上官や部下から辟易されるも、その上官が彼女の突進ぶりに救われた後は書類手続きを定式化した。
その後は占領以前からの住民によるレジスタンス活動（占領軍にとっては「テロリスト」）との関わり、軍内部の腐敗を起因とする叛乱や謀略などへの対処、物資輸送先からの九死に一生を得た撤退や重要人物の護衛など、様々な任務や事件を通じて第二中隊を始めとする大公国兵士らの信頼を得るようになり、さらに占領住民に対する残虐行為という「戦争の現実」を通じて軍人としても成長を重ね、いつしかアゲゾコでの兵站軍任務に不可欠な存在となっていた。
やがて、長引く戦争に疲弊した大公国で革命が勃発。革命政府と共和国の突然の休戦を「裏切り」と判断した帝国軍によりアゲゾコは制圧され、大公国軍の司令官クラスも拘束。辛うじて難を逃れたマルチナたち第二中隊は、アゲゾコに残る大公国軍の全将兵を母国に帰還させようと、最後の戦いに挑むことになる。

## 登場人物

### 管理部第二中隊
正確にはアゲゾコ要塞補給廠管理部第二中隊とされる。軍需工場の経営や外国商人などとの取引など幅広く手を出して「手に入らないものはない」と謳われることから、他の部隊からは「タイプライター・ギャング」の異名で呼ばれている。
マルチナ・M・マヤコフスカヤ
主人公の若い士官の女性。物語の開始時点では士官学校を出たばかりの兵站軍少尉、2巻で中尉、8巻で大尉に昇進する。小柄で胸が小さく、髪は短く、近眼のため眼鏡をかけている。
実家は町の居酒屋。両親のほか、既婚者の兄と画学校に通う妹がいる。親兄弟からは「マーリャ」という愛称で呼ばれている。
堅物が過ぎた生真面目な性格による官僚主義・形式主義の傾向があり、ことあるごとに「責任問題」と繰り返す。各種文書を重視し、気が動転した時は報告書を作って落ちつく。軍に志願したのも「いい加減なことするのが嫌」で「学費いらない」というのが理由だった。将来は大佐まで昇進して、実家の居酒屋でタダ酒をたかる警官たちに「挨拶」するのが夢。
第二中隊のいい加減さに呆れるが、経験を積むに従い軍紀や書類仕事だけでは手が回らない部分を柔軟に運用することも増えた。事務屋集団である第二中隊の実務を実質的に取り仕切っており、高い采配能力と人の良さで、部下達の信望も得るようになっている。
事務能力は極めて優秀であるが、戦闘能力の程度は極めて怪しい。安全装置も外さず薬室への装弾もしない自動拳銃で共和国側抵抗運動のゲリラに反撃を試み、配属早々に軍内部の横領を告発しようとして上司のキリールを危険にさらし、果ては拳銃で戦車に挑むなど早まって行動することもあり、要塞内では「突撃タイプライター」とあだ名がつく。上述のように近接戦闘は苦手だが、後方勤務を専業とする士官らしく、軍用トラックなどの車両の運転は軽くこなす。アゲゾコでの普段の足にはスクーターを愛用している。
好物は懐中汁粉。実家から現物で仕送りしてもらって潤沢に常備しており、出先にも携行する。物資輸送先のイイダコで共和国軍の攻勢に遭い、唯一生存した士官として陸軍兵士を率いての友軍前線までの雪中撤退の際には、貴重な食料になった。なお、軍に入ってから喫煙するようになったようで、汁粉を口にできないときには時折紙巻を喫っている。
無学で粗野なアーネチカに読み書きそろばんを教えるなど面倒見がよく、占領地であるアゲゾコの共和国民に対しても一人の人間としてフレンドリーに接しようとするなど人種的偏見も持たない。さらに共和国語の自習に励むなど、勉強熱心。
一方で、堅物すぎて色恋沙汰に疎く、更には人間の薄情さ・非情さに慣れ切っていないなど世間ずれしていないのが弱点で、周囲からは硬軟両面で心配されてきた。余暇には通俗的なロマンス小説を読むような「恋に恋する乙女」であったが、職務過程で、最前線や自軍占領区域における「戦争の現実」に度々直面、「羊飼い作戦」のミエシェコ村の虐殺でついにPTSDないし戦闘ストレス反応に苦しむまでに至った。しかしその事態から自ら立ち直ろうとする芯の強さを発揮し、自らの信じる形で戦争に向き合っていこうとする人間的成長を遂げている。
帝国軍のアゲゾコ掌握後、中隊を引き連れて応急本部へ籠城。負傷したキリールに代わりにアゲゾコ戦線の大公国軍全軍の撤退戦である「藪入り作戦」を企図し、実質的な総司令官を務める。終盤、要塞砲で本部を破壊されて瓦礫に埋もれた際にはドプチンスキイと「抵抗運動家」に助けられるが、その時の負傷で右手を失う。
戦後は、1年以上も共和国軍の捕虜収容所で捕虜長の立場で事務仕事をしながら過ごしたのちに、故郷に戻り家族と再会する。
作者がメールゲーム『パラダイス・トリガー』で、持ちキャラとして用いていたキャラクターが原型となっている。
スタンプ
アゲゾコへ輸送する医薬品にまぎれ込んでいた、イタチモドキと呼ばれる生物。おそらくオス。なぜかマルチナになついており、その後ペットとして飼われることになった。以来、戦闘中の前線や出張先に至るまでしばしばマルチナに着いてきており、マルチナの命を救ったことも何度かある。
「スタンプ」という名前はインク壺をひっくり返し、書類に足跡をつけたことからマルチナが腹立ちまぎれに命名した。
戦後は、番いが登場している。
キリール・K・キリュシキン
兵站軍大尉、中隊副官。中隊長のエロフェーエフがまったく現れない第二中隊において事実上の隊長を務める。マルチナの上司。ずんぐりとした体格で無精髭を生やした、一見冴えない三十路見当の男。
従前、彼の下では叩き上げの初老の中尉が経験頼りにひとりで中隊の事務を動かしていたが、この中尉が娼家で突然腹上死してしまい、代わりに気合十分なマルチナを迎える。
実家のキリュシキン一族は代々軍人を輩出してきた名門であり、祖父のクリム（後述）は退役元帥。また、父親は陸軍上級大将の階級を持つが、兵站軍に入ったキリールとは仲が悪い。家族の中でもとりわけ浮いた存在らしく、異母弟のコースチャには「人生をなめた適当人間」と評されている。
普段の仕事ぶりは基本的にいい加減でぐうたら、マルチナをはじめとする部下達に大方任せきりであるが、交渉力と社交性に優れ、鋭い洞察力と柔軟な思考力を併せ持ち、上層部や他の部署の汚職や怠慢を自分達の利益にしてみせる切れ者（有能な怠け者）である。思いやりがあり、部下たちからの信頼は厚い。昇進の内示が出た際も、喜ぶより先に転属によって中隊の部下たちを置いてゆくことに未練を見せ、結局「自ら不祥事（暴力沙汰）を起こして昇進を取り消させる」という荒業で第二中隊に居残った。
文才があり、中でもファンタスチカを特に愛して自ら執筆、仕事をさぼりつつ書いた作品を専門雑誌に寄稿している。当初はペンネームで密かに投稿していたようだが、中隊内部では以前から知れ渡っていたらしく、やがて本名で公然と寄稿するようになった。もともと軍務を好んでいるわけではなく、戦争が終わったらとっとと軍を退役して文筆業で暮らしたいと考えている。
マルチナとは異性として互いに意識しあう描写もあり、彼女が惹かれていたスィナンについてはその危険性に気づいていることもあって快く思っていない。もっとも自身は恋愛に関して相当な朴念仁の奥手であったが、第74話でマルチナに不器用ながらも自らの想いを伝え、これに打たれたマルチナの行動で、一気に恋愛関係へと進展している。
革命後は革命評議会に「職権乱用」等の一方的断罪を受けて拘束を受け、審判にかけられたものの、第二中隊独自のサボタージュに加え、マルチナが軍事委員のリーザンカと密かに取引した結果、処罰を免れた。
帝国軍のアゲゾコ掌握後、応急本部で籠城中に協力者探しに出掛けたところに迫撃砲を受け、その際の負傷で両眼を失明。そのショックで自暴自棄になりかけるが、ボイコの鉄拳で落ち着きを取り戻す。撤退戦においては他の部隊のため、リューバ軍曹の指揮する一番手の脱出班とともにアゲゾコを脱出した。
戦後、戦記『大砲とスタンプ』を執筆し大ベストセラーとなり、悠々自適な日々を過ごす。なお、軍人兼業時代のファンタチスカ作家としての人気はあまり知られていないらしい。
ボリスラフ・B・ボイコ
兵站軍曹長。頑丈な体格の大男で、初老に近い年齢。禿げ頭で豊かな顎ひげをたくわえ、いつも左目に眼帯をしている。喫煙者の多い本作品の登場人物でも数少ないパイプ愛用者。最先任の下士官としてキリールを補佐しており、第二中隊の一般兵士らの実質的なまとめ役である。性格は極めて豪胆、かつ沈着だが、いささか武張ったところがある。
元陸軍所属で豊富な実戦経験を持つ古強者。戦功によりメダルと勲章を合計三種類授与されており、兵站軍の外でも「不死身のボイコ」の通り名で知られている。その実力はいまだ健在で、戦闘では銃火器よりも格闘やシャベルを使って戦うなど白兵戦を得意とし、時にマルチナをかばいつつ劇中の死線や暴力沙汰を何度か乗り切っている。着任したばかりのコースチャが暴走しかけた時には鉄拳を見舞って止めた。
銃後に妻子を残していることは一応周知のことだったようだが、第15話ではアゲゾコまでわざわざ訪ねて来た妻が共和国系の若い美人であったため皆を驚愕させている。テロ騒ぎで憲兵達が妻を疑って連行しようとした時は、相手が大尉であるにもかかわらず殴り飛ばすなど非常な愛妻家である。子供は2人以上いるようである。
妻との馴れ初めと兵站軍への入隊の経緯は第56話で記されている。妻とは陸軍在籍中にソコソコ包囲戦で知り合い、缶詰を分け与えるなど親身に接していた。激戦のあまり中隊長が（有能無能に関わらず）次々と戦死するなか、最後に赴任して来た中隊長があまりにも融通が利かないほど厳しい上に卑劣な性格で、ボイコとは非常に折り合いが悪かった（ボイコ以外の兵士からも不満が多かった）。ある時、戦意高揚のために中隊長によって敵の観測兵に仕立てられた妻が兵士達に処刑されそうになったのをボイコが助け、その件で中隊長を問い詰めている最中、潜入していた共和国兵を発見して咄嗟に発砲したことで中隊長に自分を殺そうとしたと決めつけられて拘束されるが、助けに来たキリールと妻の手引きによって管理部第二中隊に転属した。
共和国語の会話力があり、マルチナ、キリールらが共和国人と折衝する際には通訳を務めることもある。妻が共和国人であるために習得した模様。
アゲゾコ撤退戦で、本部防衛部隊に所属し混成部隊を率いて帝国軍と戦うが、砲撃を受けて致命傷を負うも戦友らの前では平然と振る舞って本部に撤収、マルチナに面会して密かに「間もなく死ぬ」と伝え、手を握ってもらいながら息を引き取った。戦後、未亡人となった妻は美容師となり、子供たちを育て上げている。
マクシム・M・マンチコフ
兵站軍軍曹。丸眼鏡と頭頂部に固まった髪が特徴。元は民間企業勤めの事務屋であったが徴用されて兵役に就いている模様。
第二中隊の通信連絡と実務を担当するひとり。憲兵隊へのガソリン割り当てについて任されるなど、中隊では古参らしい。コースチャが着任した時に最初の教育係を務めるが、逆に武器を持たされ市街戦の準備をさせられてしまった。
サボりや文書偽造など、サラリーマンらしい世渡りに通じる。ピッキングの特技持ちで、手品もできるなど手先が器用。第二中隊内での余興ではバンドリーダーとしてボーカルを務める「宴会部長」っぷりも見せる。ただ、本人は軍隊生活から抜け出したいと考えているようで、空爆で負傷した際には「やったーケガしたー除隊だァー」と万歳して喜ぶ一幕もあった。
退役後に備えた貯蓄として薄給は当てにせず、軍内にいることで得られる情報を利用したインサイダー取引まがいの投資により蓄財しているが、「敵を欺くにはまず味方から」的に流された偽情報に踊らされた投機をしてしまい、損を被ることもしばしばある。一方で株仲買人との連絡を優先して戦闘中にも関わらず通信線を復旧させ、結果的に叙勲につながった。なお、持ち株は革命により紙くず同然と化し、しばらくは軍務に手がつかなかった。
敵国鹵獲兵器の砲弾購入のため、兵站軍が中立国として「ドンゾコ自由国」をでっち上げたときに、国防大臣・マンチコフ元帥として着任。「天才的な才能」を発揮してドンゾコを繁栄させて私腹も肥やすが、帝国軍の攻撃によってドンゾコ自由国はあっさり壊滅、マンチコフの栄華も水泡に帰した。その後、ザミャーチンとともに廃墟になったドンゾコ自由国に訪れて金庫に保管されていた大量の金を手に入れるが、そのほとんどが偽札だったことを後で知り、放心状態となる。
アゲゾコ撤退戦では記録班を任される。要塞砲からの砲撃に晒されながらも最後まで生き残り、戦後はマルチナととも共和国軍の捕虜収容所で過ごしていた。帰国後は色々やり過ぎて（その所業は不明）刑務所に入れられるが、出所（もしくは脱獄）後も危ない橋を渡っている模様。
アーネチカ・A・アルセニエワ
兵站軍兵長。ヒトロフカ（スラム）出身の若い赤毛の女性兵士。普段は見えないが体に大きな傷跡や刺青が刻まれている。語尾や言葉の端々に、作品内ではカタカナ表記される訛りがある。
以前は大公国女子監獄船「カピタン・ジーリン」に収監されていた囚人（当時の囚人番号は「Щ（シシャー）-854」）だったが、友人のリーザンカの脱獄計画を密告したフェドーシャをナイフで切りつける刃傷沙汰を起こし、報復を受ける前に軍に志願した。
女ながら荒事に強く、ボイコとともに中隊の用心棒役をつとめている。携行するナイフの腕前は確かで、拳銃を撃たんとする相手の手を的確に切り裂いたこともある。また金的蹴りも好んで用いる。
虚々実々の修羅場をくぐってきた人生経験から、外見に惑わされず、他人の性格を鋭く見抜く嗅覚や、ドライな状況判断能力がある。気が強く胆力もあり、野蛮連隊の屈強な兵士達に囲まれても一歩も怯まず、ナイフを片手に啖呵を切ってみせた。現在の任地であるアゲゾコの犯罪事情・暗黒街にも詳しいなど、日頃から裏街道の渡世に通じている。そのサバイバルな生い立ちから性に奔放なところがあり、行きずりの将校と寝て暖をとったり、監獄船時代には男性看守たちと寝て物資を入手したりしていた。ただし、あくまでも相手を選ぶのは彼女自身であるという信念が強く、強引に迫る相手には激しく抵抗する。なお相手は同性でもイケるらしく、8巻でマルチナの昇進による転属の送迎会では（酔っていたこともあり）マルチナにキスをした。
無学無教養で金銭感覚も刹那的である（宵越しの金を持たず、国債がいかなるものかも知らない）。事務処理を主任務とする兵站軍にいながら字の読み書きができず同僚たちに助けてもらっていたが、最近では無理矢理だがマルチナから個人的に読み書きを教わっている。その際、自分の名前の文字を知った時は喜んでいた。
マルチナには上官として一方ならぬ信頼を寄せると共に、人情の裏表にうとく世間知らずなマルチナの無防備ぶりを心配している。
カタコトの共和国語が喋れると自称しているが、おそろしく下品な言い回しであるらしい。それでも、話が進むにつれて共和国語の通訳をこなすようにもなっている。
革命後、軍事委員となったリーザンカと書記官となったフェドーシャと再会する。2人がアゲゾコを去る際にリーザンカから護衛として一緒に来るよう誘われるが、拒否して袂を分かつ。
アゲゾコ撤退戦では、撤退後は王国かどこかの国へ行くことを考えていた。脱出用の軍艦に乗船するものの「アゲゾコスペシャル」の工場に残ろうとするスミルノフの護衛に付き添うが、工場で別れた直後、流れ弾の砲撃で頭部を吹き飛ばされて戦死。
コースチャ・K・キリュシキン
兵站軍少尉。8巻で中尉に昇進。キリールの異母弟で、彼とは正反対のステレオタイプな軍人貴族的思考回路の持ち主。兄のことを公の場では「兄上」と呼ぶが、身内では「キリール兄（にい）」と呼んでいる。兄に比べ細身で小柄な白皙の美青年、さっぱり似たところがない。後頭部にアホ毛が1本飛び出ている。
寸暇に磨いた射撃の腕前は相当なものであり、私物と思われる装飾彫刻（エングレーブ）入りの自動拳銃を携行。「キリュシキン家の軍人なら武勲を立てて当たり前」との思いから前線へ配属されて功績を上げたいと思っているが、実母がコネを総動員して彼を守ろうとしているため、彼の転属願いはことごとく却下されている。このことで焦っているのか、兵站軍の部隊を率いてアゲゾコ市のゲリラ（大公国軍から見ると「テロリスト」）掃討を企んだり、反乱部隊に単独で乗りこんで拘束されたりと、武勲のために危険を顧みず突っ走る傾向が強い。兄のキリールはコースチャの勲章を欲しがる様子を「胸の病」と表現している。これまでのところ運よく命拾いしてきているが、現場指揮官としての能力があるかは怪しい。射撃以外の特技はビリヤードと女装。狩猟で獲物をさばくことに慣れているためか料理の腕もある。
兵站軍本来の事務仕事は苦手で、書類を眺めているとたちまち居眠りをしてしまう。名目上はキリール、マルチナに次ぐ第二中隊現場組の三番手だが、事務ができないくせに戦いたがる上記の性格から、困り物扱いされている。中隊の女性兵士たちからの評価も「美形だが性格に難あり」。
アーネチカとは逆に、恵まれた生まれから金銭感覚に乏しい。若い新人少尉のため、妻子持ちのベテラン最上級下士官であるボイコより給与の手取りが少ないにも関わらず、贅沢癖で浪費してツケの支払いに追われている。
十四番倉庫をマルチナと視察中にテロに巻き込まれてマルチナと一緒に物資の中に閉じ止められた際、マルチナに慰められたことで彼女を「姉上」と呼んで慕うなど一見純情な弟キャラだが、実は結構女好きで手が早い。
アゲゾコ撤退戦では、共和国軍に軍使として赴き、大公国軍の撤退戦のことを伝えることで、アゲゾコへの侵攻（共和国から見れば「解放」）に結びつけた。アゲゾコに帰還後、マルチナから彼女の勲章を受け取って別れた後、帝国軍との戦闘をこなしつつも、軍艦に乗船して無事にアゲゾコから脱出する。
戦後は色々あって、何故か女装で酒場を営む名物マスターになった。「胸の病」からは完全に卒業したが、マルチナの勲章は着用し続けている。
ザミャーチン
兵站軍軍曹。元はイイダコ高地守備隊員の陸軍軍曹で、後に兵站軍車輌隊員に転属。
共和国軍の断食明け攻勢をなんとか生き延び、マルチナとともに兵たちをまとめて味方前線まで帰還する。しかし陸軍からは敵前逃亡扱いされ、その場で前線に追い返されての反撃を命じられるが、マルチナの身を挺した（奇想天外な）擁護とキリールの機転で、生き残りの一同共々、九死に一生を得た。以上の経緯からマルチナを信頼している下士官の一人。
アゲゾコ撤退戦で、味方とはぐれたところを帝国軍に見つかり、投降しようとしたが、敵兵に軽口を投げたのが災いし、その場で射殺される。
リューバ
兵站軍軍曹。マルチナ赴任当初から第二中隊に在籍している丸顔の若い女性兵士。
美形のコースチャのことを気に入っており、マルチナに指示されて「要塞まつり」の事務仕事に苦戦するコースチャを快く手伝う。
アゲゾコ撤退戦では脱出班の班長に任命され、共に残りたいと渋るものの役目を了承し、キリール達とともに脱出する。戦後は修道院に入り、事務方の長として院を切り盛りしている。
トイチロヴスキイ
兵站軍兵長。左目を前髪で隠した男性兵士。無精ひげを生やしている。金庫開けが得意。
「羊飼い作戦」の時はマルチナの運転手を務めていた。マルチナ以外でミエシェコ村虐殺事件を目の当たりにした兵站軍側唯一の人物で、マルチナのPTSDの経緯をキリール達に報告した。
アゲゾコ撤退戦では、アゲゾコ要塞の潜入任務の班を率いる。下水道を移動中にスィナンと遭遇、彼を怪しんで問い質すが銃撃を受け、反撃して発砲するも息絶える。なお、潜入の際に偶然金庫から見つけて適当に奪った書類は、後に「トイチロヴスキイ文書」としてアゲゾコ軍政関連の貴重な史料となる。
エロフェーエフ
兵站軍少佐。常に酔っぱらっている第二中隊長。
たまにしか部署に来ないため、マルチナが赴任してからしばらくは対面しておらず、6巻でマルチナの胸を触る形で初対面している。アーネチカやマンチコフも彼が中隊長であることに気付いていなかった。
軍人でありながら軍隊を嫌っている変わり者だが、戦時中のため辞めることが出来ずにいる。家族に対するメンツと戦地手当を得るために前線から左遷されない努力はしている模様。
4年前、大公国がアゲゾコを占領して間もない頃に捕虜収容所所長を務めていたが、実は捕虜の扱いは専門外で混乱の最中に押し付けられていた。敵将校を移送するために共和国軍の捕虜達の元に赴くが、待遇の不満と将校移送に反対する捕虜達に責められたことで精神的に追い詰められ、捕虜たちを射殺する事件を起こしてしまう。エロフェーエフは潔く責任を取ろうとしたが、軍上層部は彼を管理部第二中隊に左遷して不問とし、事件をうやむやにした。以来、自責の念から酒に溺れ、ほぼ職務放棄状態にあるものの、その経緯から周囲も見て見ぬふりをしている。
帝国軍のアゲゾコ掌握後、応急本部に別れの挨拶で訪れた後にいち早く逃亡するも、帰国途上の酒場での喧嘩で死亡。
ドラガン・D・ドプチンスキイ
兵站軍兵卒。元はマルチナの故郷の映画館の館主。吹き出物がある鼻と太い眉毛が特徴。
マルチナが幼い時からの顔見知りで、彼女のことを「マルチナ嬢ちゃん」と呼んでいる。昔は大部屋俳優で、出演した映画「ラジウム怪獣ガラドンドン」の作中での死にっぷりから「抵抗運動家」などの一部のマニアの間では有名となっている。
孫がいるほどの年齢だが、徴兵委員会のミスによって誤って徴兵されてしまう。マルチナが徴兵委員会にミスを指摘しても、委員会は頑なに間違いを認めなかったため召集免除はされず、本人も「今更免除されても」と世間体を気にして軍属に留まる。戦地へ出征する当日にマルチナからキリールへの手紙を渡されたことで、キリールの計らいによって陸軍から管理部第二中隊に転属。真面目な性格のため、公私混同が当たり前の第二中隊にやや困惑している。
アゲゾコ撤退戦では、アクチェロフ元帥に似ていることから彼の変装をさせられ、他の大公国軍をまとめ上げる大芝居を打つことに一役買った。その後、要塞砲の砲撃を受けて瓦礫に埋もれたマルチナを「抵抗運動家」とともに救出している。戦後は、マルチナ達とともに共和国軍の捕虜収容所で過ごしたのちに自分の映画館へ戻るが、最近の映画に対し不満を抱いている。

### 他の大公国軍将兵
コキリコ
海軍大尉。マルチナがアゲゾコ配属と同時に発された特別任務で回航責任者となった砲艦「平和号」の艦長。マルチナが積荷の員数を合わせることにこだわって運航を圧迫したため、彼女に反感を覚える。なお「平和号」はアゲゾコ到着早々に共和国軍の空襲で撃沈されている。
アゲゾコ撤退戦で再び登場し、帝国軍と応戦しつつ撤退する大公国軍を次々と軍艦で脱出させ、自身も無事に脱出する。戦後は、小さなフェリーの船長となる。
イグナチェフ
陸軍少将。大公国軍アゲゾコ要塞司令部参謀長。
初登場時には兵站軍に理解を示し、下官にも気さくな様子を見せたが、実は大規模な物資の横流しに関与していた。
マルチナの報告を受けてキリールに全ての罪をかぶせ、銃殺刑に持ち込もうとするが、再度現れたマルチナによりラドワンスカの前で真実を暴かれる。その後、証拠隠滅のために待機中の戦車に強引に搭乗し、旧市街でマルチナとキリールを執拗に追跡していたが、弾切れとなって弾丸補給のために車外にある予備弾丸箱から砲弾を取ろうとしたが箱に入っていたのは兵站軍が間違って手配したウォトカだったため、それに激昂している隙に近づいてきた「抵抗運動家」に暗殺され、横流しも有耶無耶となる。
セリョージャ
兵站軍大尉。キリールとは同期。
金塊や美術品、拉致した共和国の女性を乗せた軍用列車の運行を指揮していたが、キリール達が金塊目的で共和国軍に扮して潜入しており、指揮車に侵入したキリールと再会。妹の結婚式を盛大にやらしてやることを条件に、同乗していた陸軍からの救援要請を妨害していた。
ロフマトキン
海軍少佐。第19海軍歩兵連隊（野蛮連隊）第一大隊長。
犯罪者くずれや前線めぐりで気性の荒い海軍歩兵たちをまとめあげている、無精髭の目立つ軍人。彼自身は良心的とさえいえる感性の持ち主だが、自分と部下たちが受ける差別的な仕打ち（粗悪な装備や腐った食べ物の配給など）の数々に堪忍袋の緒が切れ、反乱を起こし十四番倉庫を占拠する。その後、粗悪な配給の原因が兵站軍保管部への賄賂（彼らの暗語で「入札」）に応じたか否かによるものと知り、部隊を引き連れて元凶である保管部の将校たちに殴り込み、賄賂を告発しないかわりに良い物資の配給を脅して約束させる。
反乱が有耶無耶になった後は海軍の上官に銃を向けた責任をとって（とらされて）兵卒に降格させられたが、赴任先である木賃宿砦ではその経験を買われて指揮官から色々と頼りにされ、元部下からも敬意を払われるという、結果的にあまり兵卒らしくない兵卒となった。
アゲゾコ撤退戦では、野蛮連隊の兵士を引き連れて本部防衛部隊に就いて帝国軍と応戦していたが、要塞砲の砲撃を受けて戦死。なお、行動を共にしていた副官は生き延びており、戦後はマルチナ達とともに共和国軍の捕虜収容所で過ごし、復員後は偶然出会った探偵の相棒として活躍している。
パパエフ
陸軍大尉。イイダコ高地守備隊指揮官。
上層部に忘れ去られたような街道の拠点を守っている。普段は一ヶ月に一度だけ兵站軍がやってくる物資輸送に感謝すると語る。共和国の断食明け攻勢による砲撃の直撃を受け戦死。
スィナン・カライブラヒム
陸軍憲兵中尉。
アゲゾコ出身の共和国系将校で、本人曰く元は劇団の役者で、軍からスカウトされた。大公国軍に身をおきながら抵抗運動側に大公国軍の情報を流す一方、抵抗運動の情報も大公国軍へ報告、さらに彼自身テロを行なって憲兵隊の出番と見せ場を増やすなど、双方にとって自らの価値が高くなるように計算している多重スパイ。戦争による混乱の中で自らの存在価値を高め、利得を得ようとしている。それゆえ極めて狡猾で、虚実入り混ぜた情報を流して周囲の人間を自分の利益のために操作することに長けている。そして平然と仲間を裏切り、殺害して口封じをするサイコパス的な人物に描かれている。（高級将校夫人を含む）多くの女性と情を交わしているが、当然それは相手に何らかの利用価値があるからであって、いざとなれば躊躇なく顔を殴ったり、時には始末したりしている。地元アゲゾコでは、路地裏のゴロツキから飲食店まで顔が利く。犯罪組織ともつながりがあり、憲兵隊の薬物を横流ししている。
キリールが高級娼館に検査で訪れていた時に逃走する共和国スパイを偶然捕らえるのに貢献した際に地味に初登場（セリフ無しの一コマのみ）し、スパイを連行する際にキリールに軽く敬礼していた。その後、路地裏でゴロツキ達に絡まれていたキリールとマルチナを助けたことで、二人及び第二中隊と関わることとなる。
ことあるごとにマルチナを誘惑しているが、それは兵站軍に食い込み利用するための演技であり、その裏では平然と裏切り見捨てようとしていたが、キリュシキン退役元帥誘拐騒動で彼女に命を救われる羽目になって以来、その感情に大きな変化が生じている。しかし、義勇アゲゾコ軍団の蜂起の折に、マルチナに自身の本性を知られたため口封じのために抹殺しようとしたが、間一髪キリールたちが駆け付けたため失敗。マルチナと袂を分かつこととなる。
革命後は憲兵隊が解散になったため独自で動いており、アゲゾコ撤退戦ではラドワンスカと謁見し、アゲゾコ占領後の軍政の重要性を説き、自身を軍政顧問にするように打診する。しかし、彼女に自身の悪行を見破られて拘束されそうになり、衛兵の銃を奪ってラドワンスカを射殺。テロリストの仕業と騒ぎ立てて周りが混乱する隙に下水道から逃走を図るが、要塞に潜入していたトイチロヴスキイ達と遭遇。自身を怪しんだトイチロヴスキイを銃撃するが、仕留め損ねて反撃を喰らい重傷を負う。その後、ユースフのアジトに逃げ込むが、ユースフ自身は歌を習いに行って不在で、出血により意識朦朧の中ベッドに倒れ込み、孤独に息絶えたらしいことが示唆される。
戦後、彼と「同姓同名かつ経歴（アゲゾコの役者上がり）まで同一、だけど全くの別人」の共和国軍兵站部大尉が、マルチナ達がいる捕虜収容所の所長として着任し、マルチナは「自分の知る『スィナン・カライブラヒム』は何者だったのか」と困惑する。
サノバーヴィチ
陸軍兵長。
シナモン街軍病院を牛耳る兵隊たちのギャンググループ「廃兵院（アンヴァリッド）」のリーダー格。
軍医に偽りの診断書を書かせることで傷病兵として病院に居座り、病院を支配している。傍らに若い女性衛生兵（看護兵）を侍らせ、ガラの悪い傷病兵や衛生兵の手下と酒や煙草にふけっている。でっぷりとした肥満体で、さながら時代劇の牢名主のように尊大で粗暴な人物。有色人種である共和国人を未開人と見下し、スィナンに対しても侮蔑の言葉を浴びせかけていた。
病院に大量のモルヒネを発注させ麻薬として横流ししており、市内の麻薬供給ルートを独占するために病院船を使って地元犯罪組織「アッバス商会」のヘロイン密輸船を襲撃して密輸ルートを破壊し、さらにスィナンを介して自分達のモルヒネを売り付けようとした。しかし、不自然なモルヒネ発注をマルチナに感付かれしまい、バレるのは時間の問題だと悟ったスィナンに見限られ、彼の策略にかけられて手下ともどもユースフに射殺される。
ナザレンコ
軍医中尉。
シナモン街軍病院に勤務しているが、サノバーヴィチら「廃兵院」に脅されて彼の偽装診断書を書かされている。彼らの言いなりになるのを軍医として情けないと思い、意を決して逆らうことを決意した矢先にユースフのテロに巻き込まれて手榴弾で吹き飛ばされる。
ミキリヒン
被服総監の公爵元帥。
被服の全ての決定権を有している。入札ではなく彼の裁量で決定していたようである。私費で移動用装甲車両を開発させるほどの金満家だが収入源は明らかにされていない。アゲゾコを視察中に「抵抗運動家」に暗殺される。
クリム・K・キリュシキン
退役元帥。キリール、コースチャの祖父。既に現役を退いた身分ではあるが、大公国上層部と深いつながりがある重要人物。
年齢に似合わず粋にスーツを着こなす、一見好々爺然とした洒脱な老人である。息子であるキリールの父とは違い、孫のキリールが小説を書いていることを全く気にしていない（キリュシキン家の歴史をさかのぼればろくでなしだらけである、と自ら笑い飛ばした）。だが、誘拐騒動では迫り来るテロリストに狩猟用に携えた猟銃で応戦するなど、軍人一族らしい勇猛な面も健在。キリール、コースチャからもいたく懐かれている模様。
秘密交渉の特命を受けて、前線に近いアゲゾコを訪れ、キリールらを驚かせた。目的地のユキンコへ同行したマルチナとともに輸送機で向かう途中、誘拐を目論むテロリストと銃撃戦となり、さらに共和国軍の戦闘機によって撃墜される。瀕死の重傷を負うも、マルチナとスィナンの活躍によって大公国軍に救出され一命を取り留める。
大公国の革命後は、キリールに連絡を取ってキリールとコースチャの身を案じながら息子（キリールの父）とともに本国へ戻って行った。
ディーマ
アゲゾコに補充兵として派遣された新兵。年若くあどけなさが残っている少年。大学卒業資格を持つインテリでもあり、特に歴史に強い情熱を持つ。日記をつけるのが趣味。
到着して早々勤めを怠ってアゲゾコを観光していたが、酒場でジェミル兄弟のぼったくりに遭い荷物を盗られて途方に暮れていたところをアーネチカの諍いに巻き込まれる。その後、アーネチカに助けてもらい荷物を取り戻す。新兵らしい初々しさと世間知らずさがあり、アーネチカにはその初心なところが気に入られている模様。
共和国人のエヴレンが抵抗運動グループの幹部の妹とは知らずに付き合い、「抵抗運動家」に別れさせられそうになるが、アゲゾコの歴史的建造物を真摯に感銘する姿を気に入られ付き合いを認めてもらう。が、歴史の話しかしないことが原因で結局振られてしまい、その後も女性と交際する度に同様の結末を繰り返す。
アゲゾコ撤退戦では、原隊とはぐれたところを本部防衛部隊に組み込まれる。戦いで左脚を失う重傷を負うが最後まで生き残る。戦後は、マルチナ達とともに共和国軍の捕虜収容所で過ごし、のち中等学校の教師となった。郷土史家としても名をとどめたらしい。
スミルノフ
兵站軍曹長。アゲゾコ要塞調理場勤務。喋る言葉はなぜか語尾に「アル」の付くインチキな中国人風。
酒造りに並々ならぬ情熱を持っており、出回っている中途半端な安酒に我慢できず要塞の中で密造酒を造っていた。そこで出来上がった特製ウォトカが「アゲゾコスペシャル」として各地に出回り、出来栄えの良さから大人気になっていた。むしろ人気になり過ぎたせいで兵站軍にその活動がバレてしまったが、キリールにその酒造りの腕と情熱を買われ、技術指導員として町の工場に配置換えになった模様。
アゲゾコ撤退戦では一度軍艦に乗船するが、「アゲゾコスペシャル」を放っておけず、アーネチカに護衛されながら工場に戻って留まり、無事に生き残る。戦後は苦労の末にウォトカ工場経営者としてアゲゾコの名士入りをする。
ドブロク
陸軍上級軍曹。アゲゾコ要塞占領時からの古参兵。
マルチナ達が「アゲゾコスペシャル」の製造場所を探しに要塞の地下を探索中、偶然見つけたヤミ酒場「一銭五厘亭」で要塞に詳しいとのことで紹介される。しかし、話す内容は信憑性に欠ける怪談や伝説ばかりで役に立たなかった（異星人の話だけはキリールが喰い付いた）。
アゲゾコ撤退戦では、詳しい動向は不明だが脱出はしていない模様で、戦後はマルチナ達とともに共和国軍の捕虜収容所にいた。
ドロンコ
中央憲兵隊少佐。本国から派遣された憲兵将校であり、アゲゾコの憲兵隊を見下している。
本国の機密情報を流している赤紙ラジオの放送作家のムラトを拘束に向かうが逃走され、ユースフの妨害もあって拘束に失敗する。
その後、以前から潜入させていた部下を使って逆工作を行い、偽情報を共和国軍に流して無関係な王国の船を攻撃させ、国際的孤立と王国の参戦を目論もうとしたが、マルチナとアーネチカが真実を放送で暴露したため失敗する。さらにその目論見も露見し、自身の独断であったこともあり軍上層部から非難の集中砲火を浴びてしまう。
グロム
陸軍中佐。顔に横向きの傷跡がある強面の巨漢で、歴戦の精鋭部隊「黒死病連隊」を率いる隊長。
粗暴だが規律に厳しく、部下の戦死を嫌う部下思いで匪賊であろうと一切油断しない慎重さも持ち、敵である匪賊を優秀な兵士と讃え、兵站軍のマルチナも見下さず頼りにしているなど一見すると好漢。だが、一方で共和国人の村人達に民族友好と称してもてなしを強要する尊大さと、敵と認識すれば女子供も容赦なく殲滅する冷酷さも併せ持っている。
アゲゾコ撤退戦前、休戦も撤退も断固拒否し、アゲゾコを掌握した帝国軍を未だ友軍扱いし、共和国軍との徹底抗戦の意志を示して連隊と共に戦線に留まったため、それを知ったアーネチカ達を呆れさせる。戦後は戦争犯罪の責任を問われることもなく無事に帰国し、退役軍人を中心とした政治結社を組織した。虐殺の件が有耶無耶のままのためか、「伝説的軍人」としての名声も得ている模様。
シーチキン
陸軍兵長。元は知る人ぞ知る「少年冒険絵物語」の大家であるが、召集を受けて戦線に配属されていた。
紙面の退屈さで不評だった陣中新聞「熊騎士」の改善を押し付けられたキリールが、目論見が上手くいかずに困っていたところに偶然現れ、改善のアドバイスを送ったことがきっかけで同紙編集部へ転属、改善に貢献する。
アゲゾコ撤退戦では、詳しい動向は不明だが脱出はしていない模様で、戦後はマルチナ達とともに共和国軍の捕虜収容所にいた。
ハルチャン
兵站軍曹長。ステテコ島の気象隊観測所所長のふくよかな女性兵士。
虫垂炎で入院したマンチコフの代わりに訪れたマルチナたちと補給の打ち合わせをする。共和国軍が襲撃して来た時は、マルチナに指揮を託している。
アゲゾコ撤退戦では、観測所の部下と共に無事にアゲゾコを脱出。戦後は極地越冬隊初の女性隊員として教科書に載る。
ムーヒン
兵站軍少佐。丸眼鏡のサングラスを掛けた輸送部隊指揮官。
「輓馬マフィア」と呼ばれる物資の横流しを取り仕切っている輸送部隊を率いている。マルチナたちのことを「タイプライター・ギャング」と呼んでいる。意外にも信心深い。
アゲゾコ撤退戦では、脱出用の軍艦に乗船していることが確認されるが、その後の動向は不明。
スラーヴァ
陸軍上級軍曹。「戦車殺しのスラーヴァ」と呼ばれている戦車兵。
激戦地のキジネコ鉄橋の功績で「ヴォルフ・フセスラヴィエヴィチ勲章」をもらう。だが、実際は運良く自分だけ生き残っただけで、自分が英雄視されていることを快く思っていない。勲章を死んだ級友たちの墓と称して肌身離さず持っていたが、勲章のレンタルを生業としているならず者兵士たちに狙われて殺害される。
その後、奪われた勲章はアーネチカによって取り戻されるが、一旦墓の前に供えられた後にどこかに投げ捨てられる。
ハムザ・パシャ
義勇アゲゾコ軍団司令官。元は共和国軍将軍で「火薬樽」と呼ばれる猛将だった。部下想いの性格。妻を亡くしてからは酒を断っている。
捕虜となってアゲゾコ軍団の司令官になってからは非常に腰が低く適当な振る舞いをしているが、スィナンと協力して共和国と連絡を取り合い武装蜂起する機会を窺っていた。スィナンがアゲゾコ軍団に変装したゴロツキ達を使って憲兵大佐を撃ったことにより武装解除と前線への地雷処理の従事が決定したことで、武装蜂起を決意。綿密に練った作戦で迅速に要所を制圧し共和国空挺部隊が到着するまで徹底抗戦するつもりだったが、スィナンの陰謀に気付いて武装蜂起の失敗を悟り、大人しく逮捕されようとしたがスィナンに射殺される。
ユルドュズ
義勇アゲゾコ軍団大尉。
戦争前はアゲゾコ独立活動に熱心な学生活動家で、何度も警察に捕まっていたが、ゆえに市民からも知られ、その熱意で人望もあった。だが、アゲゾコ軍団入りした現在はアゲゾコ軍団が略奪放火しても止めようとしないため、かつての彼を知る者達からは困惑されている。寡黙だが、時に現状に対する諦念混じりの心情を見せる。
アゲゾコ軍団再編成で訪れたマルチナにアゲゾコ軍団の現状を説明する。マルチナからしっかりとした装備を配給してもらったことで彼女に好感を抱き、武装蜂起した後もマルチナが捕虜だと知ると、丁重に扱った。ハムザとともにスィナンの陰謀に気付くが、スィナンに射殺される。
アクチェロフ
大公国軍元帥。方面軍司令官。名声はあるが、既に過去の人と捉えられている老将。
革命後に着任し、共和国軍との休戦の意向を示したが、帝国軍の強襲を受けて他の軍上層部共々拘束される。
アゲゾコ撤退戦では、ラドワンスカに大公国軍へ降伏命令を出すよう命ぜられるが、帝国軍に抵抗し拘束された革命派の面々とともに監視兵の銃を奪おうとし、反撃を受けて自身共々皆殺しにされる。

### 帝国軍
ガブリエラ・ラドワンスカ
帝国軍大佐（第62話で少将、第80話で中将に昇進）。アゲゾコ駐留帝国軍司令部参謀長を務める高級将校。
かなり大柄な体格（キリール曰く「トド」）の貫禄のある女性将校。名門貴族であるらしく故郷に所領を有し、夫と子供（娘と息子の存在が確認されている）が暮らしている。
帝国と大公国の力関係からかなりの発言力があり、アゲゾコ要塞の大公国軍参謀長であるイグナチェフといえども彼女の意向を無視することはできなかった。マルチナによるイグナチェフ告発を潰させず、結果としてキリールを救うことにつながった。以後、管理部第二中隊を通じて帝国軍の意思を伝えたり、マルチナへ個人的に信頼を寄せる様子がみられる。ただし大公国軍そのものは信頼を置いていない。
弱者や目下の者に対しても惻隠の情や細やかな配慮を欠かさない人格者で周囲の信頼も厚いが、公私の別には厳格。感情の動揺をほとんど見せない。
キリール同様、泥沼化した対共和国戦争の行末には現実的で醒めた視点を持っているが、高級将校かつ上流階級としての帝国への責務感により、戦勝を目途とした戦いの続行に携わっている。重要な決断を下す時の口癖は「憲法と議会と皇帝陛下の名において」。
若いころは細身の美女で、凛々しい「お嬢様」であった。幼時は騎兵に憧れていたが、長じて軍務に就いてからの現場指揮官時代は長らく戦車隊を指揮していた模様。若手将校時代は「貴族のお嬢様」的な言葉づかいが時折口に出ていたものの、結婚、昇進した現在では、男性将校と変わらない重々しい軍人口調に徹している。
前述の通り第62話で少将に昇進、帝国本国の参謀本部に栄転してアゲゾコを去ったが、第80話で中将に昇進し、アゲゾコ派遣軍司令官に就任、大公国と共和国が停戦で合意したのを裏切りと判断してアゲゾコを強襲し占領。当初は、撤退戦を始める大公国軍は放置して共和国軍との戦闘に集中するつもりだったが、本国から大公国軍を降伏、武装解除させるよう指示されたため止む無くアクチェロフ元帥達に降伏命令を出すよう命じる。しかし、彼らが抵抗して監視兵が皆殺しにしてしまい、最悪な事態にショックを受ける。その後、臨時司令部のマルチナに48時間以内に降伏しない場合は無差別の化学戦に移行すると警告を出す。さらに、執務室に訪れたスィナンを拘束しようとするが、銃撃を受けて死亡。
化学戦はブラフの可能性が高かったが、後任の将官が正式な命令として強引に受理し、大公国軍の野砲とガス弾を奪って実行。しかし、ガス弾が偽物だったため不発に終わる。
コダチスキ
帝国軍軍曹。ラドワンスカの当番兵で、眼鏡を掛けた太った兵士。
戦後、ラドワンスカの遺児を冒険小説さながらの活躍で悪党から守る。

### 共和国および関係者
「抵抗運動家」
本名不明の共和国人。背が低くずんぐりした一見冴えない男で、通称は「監督」。ハンチングを好んで被っている。本人曰く「アゲゾコ占領軍への抵抗運動」（マルチナたちから見ればテロリスト）を行なっている地下組織の幹部。
大の映画好きで妙に芝居がかったところがあり、相手の発言に対して「台詞が違う！ そこは○○と言って」と注文をつけたり、自ら映画の台詞を借りて喋ったりする癖がある。
本人の語るところでは、戦争前には教職に就いていたらしい。抵抗運動グループの中では比較的慎重派で血気にはやらない性質ではあるが、拳銃の腕前と素早い行動力で多くの暗殺を成功させており、見てくれに似合わず知的で有能である。同胞意識も強く、罪のない共和国人を手に掛けようものなら、たとえ同じ共和国人でも容赦なく報復する。それらの行動が結果的にマルチナたちの窮地を救うことも多く、彼女たちと共和国本国との交渉仲介を務めたこともある。スィナンとは抵抗運動の同志という関係だが、彼に背信行為の気配を感じて警戒している。また、アゲゾコを守りきれずに見捨てた本国の共和国軍のことも快く思っておらず、「アゲゾコはアゲゾコ市民の手で取り戻す」との理念を抱いている。
帝国軍のアゲゾコ掌握後、キリールに協力者として応急本部に招かれ、武器の提供を条件に大公国軍の撤退戦に全面協力。「アゲゾコ民兵」として武装蜂起を行い、共和国軍到着まで帝国軍を陽動したり撹乱して時間を稼ぎ、共和国軍が到来したことでアゲゾコ奪還を果たす。また、瓦礫に埋もれたマルチナをドプチンスキイとともに助ける。戦後、アゲゾコ政界で活躍するがほどなくして病死する。
アッバス
アゲゾコで「アッバス商会」を営む社長。その実態はヤクザ一味の親分であり、「アッバス一家」とも呼ばれている。
自らに歯向かう者には容赦無いが、夢見が悪いという理由でマルチナを殺さずに取引用に監禁するなど、女性には紳士的な面もある。
麻薬密輸を巡って「廃兵院」に傘下の密輸船を沈められ、さらにスィナンからの嘘の密告を受けたことで「廃兵院」と本格的に対立し、ユースフを使って「廃兵院」を壊滅させる。しかし、その日の夜にマルチナを救出に来たボイコとアーネチカに組員達が叩きのめされている間に、密かに侵入していた「抵抗運動家」に（ユースフのやり過ぎとはいえ）共和国人を殺した報復として暗殺される。
ファルーク
「アッバス商会」の若頭。他の子分（ファルークから見て舎弟）達と比べて冷静な性格。
「廃兵院」と対立した時にユースフを使って襲撃させるが、彼のやり過ぎが響いてアッバスが殺されたためその跡目を継ぐ。
ユースフ
共和国人の少年。小柄ながら、銃火器を巧みに操る腕利きの暗殺者。非常に無口で、感情を表に表わさない。
元々ファルークに飼われていて、その指示で「廃兵院」の牛耳る病院を襲撃したが、共和国人の従業員まで巻き添えにするなど事を大きくし過ぎたため放逐される。その後はスィナンの子飼いとして暗殺や破壊活動に従事している。
大公国軍大佐の愛人である歌手の共和国人女性を監視するうちに、彼女の歌声に魅入られる。彼女が大佐と外出中に彼女の部屋に侵入して機密書類を探している時に楽譜を発見し、思わず歌っていた時に彼女が急に帰って来て見つかってしまうが、自身の歌声を称賛した彼女に歌を教えられて彼女を慕う様になる。その後、仕事で大佐を暗殺するが、大佐と深い関わりがあった彼女はアゲゾコを去ることになり、彼女から声楽の教師を紹介されたことで歌の道に進んでスィナンと自然に袂を分かつ。戦後は世界的オペラ歌手となる。
なお、少年時代の経歴は自身の死後に評伝を記したドキュメンタリー作家による取材で明らかになるが、あくまでアゲゾコ抵抗運動への関与とされている。
アリ・パシャ
共和国軍の将軍。捕虜となりアゲゾコの捕虜収容所に収監されていた。前線復帰を企図しての脱走未遂歴がある。
スィナンと過去に因縁があったようだが、その過去を消したいスィナンによって収容所から連れ出された後に消されてしまう。
第二中隊は裏金を作るために、捕虜収容所が兵站軍管轄であることを利用して裕福な捕虜を身代金と引き換えに解放することにし、その候補者としてアリ・パシャを選んだが、直前でスィナンに先を越されて連行された後だった。
ボイコの話では彼が率いる軍と戦ったことがある模様。
デュラン
共和国軍の捕虜の少佐。父は共和国の商務大臣で、ワイロで大儲けしている。アゲゾコの捕虜収容所に収容されていた。
アリ・パシャに代わる身代金目的の解放の対象として選ばれる。共和国軍はその取引に乗るが、引き渡しの際に取引を反故にして攻撃した際にデュランは「ファンタスチカオタク、特にキリールの作品のファン」という意外な側面を見せ、「キリール先生」を救うために体を張って攻撃をやめさせた。
ドンゾコ自由国が建国された時は、共和国側の交渉人としてキリールと物資や兵器の取引を行っていたが、帝国軍の襲撃を受けて戦死。彼の死にキリールは仕事場に来ないほど悲しんだ。
オルハン
アゲゾコに潜伏するテロリストの一人。まだ年若く血気盛んな面がある。
スィナンの謀略によりクリム退役元帥の拉致作戦を決行した。共和国人志願兵部隊である「義勇アゲゾコ旅団」に偽装し、スィナンの手引きで同志達とともに輸送機に潜入した。しかし、偽造命令書の矛盾を見逃さなかったマルチナに正体がばれてクリム退役元帥の捕縛に失敗する。負傷していたところをスィナンに射殺され、口を封じられる。
ジェミル兄弟
アゲゾコのヤクザの兄弟。
アゲゾコの赴任したばかりのディーマを呑みに誘い、法外な金額を請求して荷物を奪うが、後にアジトのホテルにアーネチカに殴り込みを掛けられた上に、騒ぎを聞きつけた上役の女将に叱責されて渋々ディーマの荷物を返した。
ムラト
赤紙ラジオの放送作家。
暗号を用いた原稿を使って大公国軍の機密情報を共和国軍に流していたが、露見したため逃走するがスィナンに暗殺される。直前に暗号が書かれた手帳を倉庫に隠し、それをマルチナが見つけたことからドロンコの謀略を察知し、その阻止につながった。
ルールー
赤紙ラジオの女性アナウンサー。
初老の女性だが、変声機で若い女性の声に変わるため、聴いている共和国軍からの人気が高い。ムラトが暗号を用いた原稿を読んでいるが、本人は知らない模様。
エミーネ
共和国軍中尉。密かにアゲゾコに潜入した女性将校。
美人だが目的のためなら無関係な共和国人の犠牲すら厭わない非情な性格で、「抵抗運動家」からは「映画の悪役」と評されて快く思われていない。
アゲゾコの情勢を不安定にさせて大公国軍を釘付けにさせる工作活動をするために「抵抗運動家」と合流し、大公国軍が催す交流イベント「要塞まつり」を利用して爆破テロを目論む。会場に爆弾が入ったカバンを置くことに成功するが、空挺体験コーナーで見事な降下を見せたことでコースチャに感付かれてしまい、彼に追跡されてしまう。「抵抗運動家」の手引きでトラックに乗って逃走を図るも、無関係な共和国人を巻き込む爆破テロを嫌った「抵抗運動家」に裏切られ、座席に置かれた爆弾入りカバン（自身が会場に置いた物）によって爆死する。
エヴレン
アゲゾコに住む女性。兄は「抵抗運動家」とよく行動を共にしている革ジャンの幹部。
大公国軍のディーマと付き合っていたが、歴史の話しか話さないことに愛想を尽かして別れる。
メルテム
ミエシェコ村に住む女性。父親と兄が戦争で死に母親と二人で暮らしている。以前はアゲゾコの師範学校（戦争により休校）に通っていた。共和国語と大公国語の通訳が出来る。
共和国軍民兵（自らを「ハイドゥク」と呼んでいるが、大公国軍は「匪賊」と呼称している）たちに負傷者を無理矢匿わされた後、道に迷ったマルチナたちが訪れ、彼女と知り合う。その後、師範学校の授業再開に伴い復学の手続きをしようとアゲゾコに訪れた時に再びマルチナと出会い、彼女の手伝いもあって無事に手続きを済まし御礼の手紙をマルチナに送ってアゲゾコに引っ越すことを伝えた。
しかし、大公国軍の匪賊掃討の「羊飼い作戦」でグロム率いる「黒死病連隊」が村に進軍し、村が匪賊の疑いを掛けられた際、負傷した匪賊を匿ったことを村人に告げ口される。それに母親が抗議して射殺されたことに激高して拳銃（匪賊が治療の礼として置いていったもの）をグロムに向けるが、グロムの部下に射殺される。
彼女の死を目の当たりにしたマルチナは嘔吐して涙を流すほどのショックを受け、戦争の現実を突き付けられる。

### その他
マルチナの家族
両親、兄とその妻子（義姉および甥または姪）、妹のミーシャ。両親で飲食店を経営している。
父は有名ホテルのコックを務めていたが、オーナーの娘だった母と駆け落ちし、現在に至る。兄は既婚者で子供もおり、サラリーマンであったが後に徴兵を受け軍曹として従軍。妹のミーシャは美大生、姉のマルチナより大柄でスタイルも良い。火花党員だった彼氏がいたが別れたという。
なお、一家では父親、兄、妹の3名が、マルチナ同様に眼鏡着用者である（父親は青年時代から眼鏡を着用していた）。
戦後は理由不明だが店を手放して別の人物が経営しており、一家はヤミ市で助け合って露店を営んでいた。
リーザンカ
アーネチカがいた大公国女子監獄船「カピタン・ジーリン」に収容されていた、火花党員の革命家で国事犯の囚人。囚人番号は「Д（ダー）-572」。常に沈着で、困難や混乱に直面しても事態を冷静に俯瞰する知性の持ち主。アーネチカとは対極的な人物だが、監獄船内での縁によって奇妙な友情で結ばれている。
兵を政治扇動するために軍の募兵に志願するが、徴募官にはその意図を察知されて拒否される。
模範囚達に絡まれていたところをアーネチカに助けられ、軍に志願したことでアーネチカに興味を持たれ、彼女の発案で脱獄計画を画策する。しかし、証明書の写真調達をフェドーシャに頼んだことで彼女に密告され、更に環境の厳しい東の監獄に連行された。
過酷な状況を生き延びて、革命後は革命評議会の軍事委員となり、マルチナ達の前に姿を現す。顔に十字状の傷が付けられており、「ストレルカ」と呼ばれているが、本人曰く昔のペンネームとのこと。
仕組まれたキリール糾弾騒動の裏でマルチナと「取引」を行い、革命政府向けの物資・資金を獲得した代わりに、マルチナにとっての重要な切り札となる手段を与えた。アゲゾコを去る際、アーネチカに護衛として一緒に来るように頼むが断られ、互いに永訣の言葉を交わす。
フェドーシャ
大公国女子監獄船「カピタン・ジーリン」の囚人。囚人番号は「И（イー）-359」。読み書きが出来るため事務補助員の仕事に就いている。
表向き模範囚として振る舞っているが、実際には監獄船内の有力女囚グループのメンバーであり、入れ墨を体に入れ、他の女囚との肉体関係も結んでいるらしい。
脱獄を計画しているリーザンカの写真をアーネチカに頼まれるが、裏切って脱獄の目論見を密告、リーザンカを別の監獄に連行させる。アーネチカのことはあえて密告せず手を組むように誘うが、激怒したアーネチカに左頬をナイフで切りつけられる。これを受けてアーネチカに報復を宣告するが、先にアーネチカが軍に志願したため逃げられる。
革命後は、革命評議会の書記官となり、リーザンカの部下として登場。彼女からは「バルザーヤ」と呼ばれており、「犬のように」従順に従っている。一方、革命派に付いた兵士たちを操って、でっち上げられたキリール糾弾の陣頭指揮を執る。
警部補
マルチナの故郷に駐在している警部補（正確にいえば警察中尉）。マルチナとは顔見知り。
マルチナの実家の店で同僚たちと見回りを名目にただ酒を煽っているため、マルチナや同様の被害に遭っている店舗などから嫌われている。前の戦争に従軍した経験から兵站軍を見下しており、帰省したマルチナと会った際、兵站軍を馬鹿にしたことで諍いを起こしてしまう。
マルチナがPTSDで一時帰郷した時も再会し、高齢のドプチンスキイが徴兵されたことでそんなに戦況が思わしくないのかと気に掛けていた。
警察署長
マルチナの故郷の警察署長を務める警察中佐。
マルチナと警部補が諍いを起こした際、遺恨を遺さず平和的に解決するために勝負を提案し、事務能力で対決を実施する。その際、警部補ではなく経理のピーサレフ巡査長を対戦相手に指名したりマルチナに難しい計算や計算機に細工したりなど姑息な手を使ったが、マルチナに通じず先に計算を終えてしまう。しかし、検算せずに間違え多数と決めつけてマルチナの負けにしようとしたため、観戦していた民衆から反感を買い、逆ギレしたところをマルチナに計算機で殴られて気絶する。
ピーサレフ
マルチナの故郷の警察巡査長（正確にいえば警察上級軍曹）。瓶底眼鏡を掛けている。
警察署の経理でマルチナの勝負の対戦相手として選ばれた。しかし、事務の腕はマルチナに遠く及ばず、丸めた紙を投げつけるなどの妨害を行ったが、逆にスタンプに襲われてしまい、結局負けている。
タデウシュ
ラドワンスカ家に仕える執事。
ガブリエラの若き頃から仕えており、当時のガブリエラのお転婆ぶりに出世は無理なのではと心配していた。身内にヘンリクという者が軍属にいるが、消息が不明になっている。戦後のタデウシュ自身の消息も不明。
ポクロフスキー
アゲゾコ戦線に駐在する、大公国の国教会と思しき「神殿」の従軍司祭。前線で将兵の心の支えになったり、軍法会議で処刑を待つ将兵や死にゆく将兵へ言葉をかけるなど、精神面を支える役割を担う。
士気高揚のために国の至宝である絵画「聖戦の女神像」がアゲゾコに運ばれた際、その女神像のせいで兵士達が死ぬことに耐え切れず、倉庫から盗難して隠匿するもマルチナに突き止められる。その後、贖罪と従軍司祭としての責務を果たすために戦場で偽の「聖戦の女神像」を掲げて前線へ赴き、奇跡的に無傷で生還した。
アゲゾコ撤退戦では、撃たれたリハチョフを看取った後に無事にアゲゾコを脱出。戦後は俗人に戻り、開拓農民となる。
リハチョフ
ポクロフスキーと同じく従軍司祭だが、「神殿」の方針には批判的。ある種の組織と繋がりがあり、理不尽な処刑を待つ将兵の逃亡を手助けすることがある。
アゲゾコ撤退戦では、脱出用の軍艦に乗船しようとした時に、興奮状態の乗船待ちの兵士が海軍士官を撃とうとしたのを庇い銃撃を受け、発砲した彼を宥めながら息絶える。

## 地名
劇中では、現実の地球におけるロシア、東ヨーロッパ、トルコ地域に似た地形が地図に表されている。以下の文章では、劇中の地名その他に対応すると思われる現実世界の単語を便宜のため使用することがある。
大公国
マルチナたちの母国。通貨単位はルーブリで補助通貨はカペイカ。
現在は「帝国」と連合を組み、2年前から南方の「共和国」と戦争中である。政治体制は立憲君主制。国旗は槍騎兵の紋様の盾で地の色は不明、全体的に現実世界のモスクワの市旗に類似している。国籍マーク及び軍の徽章は黒い縁取りと黄色の地紋の盾で、右上がりの黒線が3本描かれている。
国土はおおむね現実の地球におけるロシアのそれにウクライナの北半を足す形となっており、首都は地図上で「MOSKVA」と表記されている。劇中ではキリル文字を使用し、ロシア語とおぼしき言葉を公用している描写がある。
大公国軍は組織としての規律は緩み効率は低下しているが、その分いろいろと融通が利き、妙に人情味ある軍隊である。独創的な兵器を開発する癖があり、毎回のように解説イラスト付きの珍兵器が作品に登場している。ジェット機や有線誘導のミサイル、それにヘリコプターなど冷戦期に相当する技術が多いが、防空気球が現役で使用されているなど、分野ごとに大きな技術レベルの差がみられる。また軍服は士官・将官と下士官・兵で異なるデザインのものが用いられ、冬季の制帽も士官以上はコサック帽と類似のつば無しの毛皮帽を着用する場合がある他、下士官・兵はロシア帽と類似の跳ね上げ式の耳当て付き帽子を着用している。
長引く戦争に厭戦気分が漂い始めており、大公家のお家騒動もあって一部に停戦を模索する動きがあった他、政治・経済への影響も深刻化していたが、第74話終盤で革命が勃発、政府自体が転覆した。ただし革命政府も長続きしなかったらしく、戦後1年時点での捕虜収容所での会話では「ようやっと第4政府が成立する見込み」とのこと。
文化としては戦時中ながらサッカーが盛んで、アゲゾコでも試合がラジオ中継されるほど人気を得ている。休戦後も捕虜となった大公国軍将兵がラジオ中継を使って賭けを楽しんでいた。
帝国
大公国と連合を組む西方の国家。通貨単位はズオティ。
皇帝の下に貴族制度が存在するが、議会政治が行われている。国旗は戴冠した鷲（国籍マークでもある）で、地の色は不明ながら現実世界のポーランドの旧国籍マークと同じ紋様が描かれている。
首都は「KRAKOW」と表記され、また国土は現実の地球でいうバルト三国、ポーランド、ベラルーシ、ウクライナなど広範囲にまたがる。ラテン文字を使用している。
帝国軍は機械化が進み、機動戦で知られる。また、戦車兵が黒い軍服を、歩兵がシュタールヘルムをそれぞれ着用している。大公国より実力があるようで戦争の主役と目されることもしばしばである。特に共和国軍による断食明け攻勢の際には大公国軍では対応しきれず、帝国軍が通行と補給の優先権を得るまでになっている。
共和国に攻め込んでいる側だが、本土は安泰とは言えず首都や大都市は共和国軍の戦略爆撃にさらされて荒廃している。さらに西部で独立運動の機運があるが、戦争による引き締めで不満を抑えている。
アゲゾコでの敗戦後は共和国に対し劣勢と化したらしく、戦後1年の時点でとある防衛線を突破され、捕虜収容所でそのニュースに接した兵士はマルチナに「帝国はいよいよヤバい」と話している。
共和国
大公国と帝国の連合が戦争を続けている相手国。通貨単位はクルシュ。
現在の元首は「終身大統領」を名乗り、作中のセリフや描写から独裁体制を敷いている模様。国旗は不明だが国籍マークは三日月を3個つなげたもの。
首都は「TSARGRAD」と表記され、国土は史実でいう最盛期のオスマン帝国の版図に相当する。劇中の共和国人はみな褐色の肌を持ち、共和国語の会話に曲線と点による文字体系が登場する。また、陸軍将兵にはフェズを着用する者もいる。
大公国革命政府との休戦後、マルチナたち大公国軍残存兵および民兵と共闘してアゲゾコを解放。その後は帝国に対して優勢に立ち、防衛線を突破するなど追い詰めている。なお最終話の最終ページで「大統領が撃たれた」との情報が、捕虜となったマルチナ達に伝えられている。
共和国人が大公国語を話すときは、関西弁のような訛りが演出されている。
王国
西方に位置する中立国。詳細は不明。通貨単位はエキュ。
ただし、共和国空軍に爆撃機を輸出し（改良してアゲゾコ空襲に投入）、大公国にも電子頭脳を輸出するなど、彼らの称する中立がどのようなものかは疑問が残る。
アゲゾコ
ドニプロ川下流域の都市。共和国領だったが、連合軍の侵攻で陥落し占領下に入った。
もともと古い城があったが、これを共和国が近代化しさらに連合軍が改築したことでハリネズミのような要塞と化し、今では連合軍の戦略拠点として機能している。要塞の北東に旧市街、南部と川向こうに新市街が広がっている。
共和国側の抵抗運動グループがいたるところに潜伏しており、共和国正規軍の攻勢に呼応した一斉蜂起まで行なわれている。連合軍は要塞を根拠地にしているが、市街までは掌握しきれていない。ただし、一般市民の中には連合軍相手の商売で利益を上げるものも少なくない。
大公国の革命後、アゲゾコの大公国軍が共和国軍と休戦しようとしていたことで、同盟国の帝国軍が裏切りと判断して強襲しアゲゾコを占領。マルチナ指揮の元、大公国軍が撤退戦に転じたことでアゲゾコ市街で大公国軍・アゲゾコ民兵と帝国軍との大規模な戦闘が繰り広げられ、最終的に共和国軍により解放された。
イイダコ
最前線を見下ろせる街道沿いの高地。街道を抑えるため守備隊が置かれていた。近々撤退する予定だったが、その日を前に共和国軍の断食明け攻勢を受けて壊滅した。
アカベコ
戦線後方の村。共和国の補給基地があったが、攻勢失敗のどさくさにまぎれて莫大な物資ごと放棄されてしまう。その物資という「宝の山」を巡り、大公国陸軍諸部隊、空軍空挺部隊、そして第二中隊が内ゲバの競争を展開する。
最終的にはマルチナ達兵站軍が最初に占拠したが、後に到着した陸軍に無理矢理奪われる。しかし、物資の中にメチルアルコールも含まれており、それを知らずに飲んだ陸軍に多数の死者を出す結果となった。
ドンゾコ自由国（旧ドンゾコ村）
兵器不足を補うために第二中隊が勝手に建国した中立国家。元帥を自称するマンチコフと大統領を自称するアゲゾコの共和国人が治めていた。元々はドンゾコ村という小さな村で、一昨年の戦闘でゴーストタウンとなっていた。
自由貿易を国是としており、その地方に左遷された将軍率いる共和国軍相手に兵器や物資などの取引きを行い、財産を築いていた。また、その取引により敵対関係にあるはずの大公国軍と共和国軍の兵士達が共に過ごしている奇妙な場所になっていた。次第に繁栄していくにつれてその景気目当てに酒場や女郎屋などの施設、さらには共和国軍の司令部まで集まるほど規模が拡大していった。
しかし、それが仇となり敵前線基地と勘違いした帝国軍に襲撃され一夜にして滅亡した。その後、取引された兵器でお互い戦うことになったが、どちらも粗末な兵器を渡していたことにより、双方とも戦うこともままならず大混乱に陥った。
ステテコ島
大陸から少し離れたところにある島。元々は共和国領で共和国の灯台があったが、現在はそこに大公国軍の気象観測所が設置されており、人工降雨の実験も行っている。特に重要な拠点ではないため比較的のどかで武器も最小限しかなく、灯台の近くには温泉が湧いている。
マルチナ達が訪れた時に、海岸砲の制圧目的で共和国軍が攻めて来るが、実際はそこにあったのは海岸砲ではなく300年前の大砲だった。それを知った共和国軍部隊が自軍の情報のいい加減さに呆れつつ、そんな大砲ならまったく脅威にならず結果的に目的を達成していたため引き上げて行った。
ドスコナワ・プルージニャ
帝国の都市。大公国と帝国による合同上級作戦会議が開かれ、マルチナと（従卒として）アーネチカが出張した。かつては華やかな都だったが、現在は共和国の度重なる空襲で市街地は荒廃している他、マルチナ達の滞在中に化学兵器による無差別攻撃も行われた。

## 用語

### 大公国軍部隊
兵站軍
陸・海・空軍に続く大公国軍四番目の軍種で、前線への補給物資を一手に引き受けている。物資の保管、輸送計画の管理、実際の補給など任務別に部門制が取られている。また、各地の戦場や軍病院などにいる軍医や衛生兵も兵站軍に所属している他、捕虜収容所も管轄している。
後方からの補給が不安定な実情から、前線の部隊間で物資の過不足を補ったり、現地企業と合弁で調達するケースも生じている。特に第二中隊は、アゲゾコの企業と一種のコングロマリットを形成するまでに至っている。
憲兵隊
字義通りには、軍内部の秩序維持や交通整理を担当する兵科。ただし、現実の世界におけるフランスの憲兵のように陸海空軍から独立し、通常の憲兵任務とともに一般警察業務を行なう場合も多い（詳細は国家憲兵参照）。
アゲゾコでは共和国派ゲリラによるテロが絶えないため、憲兵隊は陸軍に所属しながらも全軍の軍事警察および治安維持を兼ねているようである。管理部第二中隊では「犬野郎」「恨みもある」「仕事の段取りムチャクチャにされる」「痛い腹を探られる」など、一律に評判が悪い。革命後は解散されたことが明かされる。
なお、大公国本土には正規の警察（正確には民警）も存在するが、態度と評判の悪さは憲兵隊と大差ない。
野蛮連隊
正式名称は第19海軍歩兵連隊。海軍歩兵とは大公国式の軍事用語で海兵隊のことである。
戦歴だけ見れば華々しいが、その実はわけあり（主に犯罪者や囚人）の兵士をかき集めて激戦区ばかりに投入される懲罰部隊のようなもの。囚人だった者は髪が左半分剃られているのが特徴。
第一大隊がアゲゾコに休養と再編成のため戻ってきたが、営舎は刑務所のような警備がなされて自由がなく、ろくに補給も無かったところに腐敗した肉の缶詰を支給されたことで堪忍袋の緒が切れ、ついに反乱を起こして十四番倉庫を占拠して立て籠もる。これに対しキリールたち中級幹部は憲兵隊や上層部に知られる前に事態収束を目論むも、早々に責任転嫁を始めたり、帰還途上の連隊主力も無視を決め込むなど、中々打開策を見出せず苦悩することになる。
その後、偽の命令書により反乱は合同演習と誤魔化され、さらにキリールによって元凶が保管部による「入札」と称した贈収賄であったことが判明。それを第一大隊に教えて殴り込みを掛けさせて、贈収賄のことは黙っている代わりに各部隊の賄賂の一割を第一大隊が出したことにして品質のいい物資を送ることを約束させて反乱は収束した（ただし、指揮官のロフマトキンは兵卒に降格）。
黒死病連隊
大公国陸軍部隊。歴戦の精鋭部隊だが、敵と認識すれば女子供も容赦なく殲滅することも辞さない。
匪賊を掃討する「羊飼い作戦」でミエシェコ村に進軍。指揮官のグロム中佐が村人たちにもてなしを強要して十分に施さなかったことから匪賊と疑い、反抗したメルテムの母親を射殺。それに激高したメルテムが拳銃を向けたことから匪賊と断定し、村人を殲滅した。
事態を目撃したマルチナが告発しようとした本件を含め、作戦による虐殺が次第に度を越して外国で問題視され、ついには国際人道委員会が動き出すまでに発展していく。
アゲゾコ撤退戦では、唯一撤退を拒否して戦線に留まって徹底抗戦の構えを見せていた。なお、数々の虐殺行為は戦後は有耶無耶になった模様。
義勇アゲゾコ軍団
共和国軍の捕虜やならず者達で構成された大公国軍部隊。上層部が「共闘の象徴」として設立、旅団を経て軍団に再編。敵国の共和国人ゆえに大公国軍から酷く冷遇されている上、アゲゾコ市民達からは裏切り者として見られている。立場の悪さから士気が上がらず、装備も粗末で連戦連敗しているため「またも負けたかアゲゾコ軍団」と嘲笑されており、アゲゾコ市街で略奪放火をするほど軍紀が乱れていた。
実際には共和国と連絡して武装蜂起する機会を窺っていたが、スィナンの謀略で武装解除の決定と前線の地雷処理への従事を命じられたことで予定を早めて武装蜂起する。共和国軍の援軍が来るまで徹底抗戦するつもりだったが、その援軍もスィナンの偽情報だったため武装蜂起に失敗する。

### その他
ルビーン5号
アゲゾコ要塞の最下層に設置された電子頭脳。大公国本国などと回線で結ばれて輸送の手配などで活躍する「半自動兵站支援システム」で、アゲゾコ戦線を少ない人員で切り盛りするのに貢献していた。ちなみに第二中隊他の事務室のデスク上の端末に処理能力はなく、あくまでも電子頭脳の操作用端末に過ぎない。
老朽化から第26話で火災が発生し、要塞消火班により徹底的に破壊された。火災後の会議で、代替機の購入（と資金調達）が第二中隊に任され（押し付けられ）た。
熊騎士
アゲゾコ要塞で発行されている陣中新聞。紙面の退屈さから雑がみ扱いされていたところをキリールが（押し付けられる形で）改善に着手。先述のシーチキンを始めとする「文筆・絵画分野のプロ」たちを召集兵からスカウト、転属させることで大幅な紙面改善に成功し、発行部数の増加につながった。
しかし、本来は軍の新聞である「熊騎士」の中身があまりに過激（大衆紙並みのエンターテインメント状態）になったことが問題になり、憲兵隊によりキリールが編集部から追放されたことで黄金時代は一瞬の夢と消えた。なお、当時のバックナンバーは後世のコレクターズアイテムとなる。
九百番倉庫
アゲゾコ旧市街ピクルス街に置かれたとされる巨大な倉庫。日々膨大な量の物資が送り込まれているが、その物資が外部に出てきたことはない。その実態は大公国軍上層部による大規模な物資横流しを隠すためにでっち上げられた書類上にしか存在しないダミー倉庫である。
十四番倉庫
輸送列車から降ろした荷物をそのまま突っこんであるせいで、何がどこにあるか分からなくなった倉庫。マルチナとコースチャが整理のため向かうが、「抵抗運動家」が潜入し戦車を乗っ取って建屋を破壊した。
その後は物資が外気にさらされて積み上げてあるだけの状態になり、大公国陸軍を含む強盗の被害を集中して受けたことで警備増強が図られたが、野蛮連隊第一大隊の反乱であっさりと占拠される。
軍票
大公国軍が発行し価値を保証する手形。マルチナ曰く「頼れる代用通貨」だが、現実の世界では通貨というよりも軍が事前に切る領収書であり債権手形という趣が強い。
革命後は、本来のルーブリ通貨共々ほとんど価値が無くなった模様。
火花党
大公国で活動し、弾圧を受けている急進的な政治団体。活動家は「アカ」「主義者」などと呼ばれ、法に触れ刑事罰を受けた者は大公国政府から「国事犯」として扱われる。史実でいう共産主義政党に相当する。
第75話以降は革命政府の一員として実権を握り、各軍部隊に革命評議会を設立するなどしたが、前述の通り革命政府自体が長続きしなかった模様で後の動向は不明。
ラジオ・メガフォン
王国の放送局。特に国際チャンネルは大公国軍将兵が戦闘の実情を得る貴重な手段。
大公国軍では劣勢を報じる国際チャンネルを聞いて兵の士気が下がり、脱走兵や自傷者すら出ていたが、これといって有効な手立ても打ち出せずにいた。その後、要塞司令部の広報担当が逮捕・処刑されたため、管理部第二中隊がラジオ・メガフォンを含む中立国記者団を接待しつつヤラセの素人芝居で情報操作をすることになるが、記者団には全てお見通しだった。
その取材のために訪れたニジュウゾコ村で共和国側の勘違いによる夜襲に遭い、記者団は全滅した。
ニセネココウ
帝国に生息している鳥。長いくちばしに胸に小さな前足が付いている。
作中に登場したニセネココウは、ドスコナワ・プルージニャに訪れたマルチナの軍帽を取ったり軍事機密の命令書までも取ったりするなど非常に手癖が悪い。しかし、再びマルチナの略帽を狙おうとしたがスタンプに襲われて怪我を負い、マルチナから手当てを受ける。それに恩義を感じたのか、マルチナの軍帽を返したり借金返済のために命令書を共和国軍に売ろうと目論む兵站軍少佐からマルチナを守ったりしていた。ちなみに、命令書の内容は「右手を失った将兵は左手で敬礼すべし」。
聖戦の女神像
大公国の至宝である絵画。士気高揚のために戦線に運ばれたが、アゲゾコへの到着当日に倉庫から盗まれる。実際には従軍司祭であるポクロフスキーが「（女神像のせいで）兵士達が死ぬことに耐え切れない」と犯行に及び、戦場の自身の壕に隠していた。
アゲゾコの女神像
聖戦の女神像の盗難を誤魔化し、マルチナによる捜索の時間を稼ぐために、マンチコフに描かせた偽物。ただし全く似ておらず、リハチョフに「怒りのあまり聖戦の女神様が姿を現すかもしれない」と皮肉を言われるほどの出来映え。
その後、本物の盗難・隠匿を認めたポクロフスキーが、ある前線でこの像を掲げて共和国軍に向けて歩きだし、本物と誤認した大公国軍将兵の士気が高揚して突撃につながったことで、多大な犠牲を出しつつも共和国軍を殲滅して戦闘に勝利。これにより本物とは別に崇敬を集めることとなる。

## 書誌情報
- 速水螺旋人『大砲とスタンプ』、講談社〈モーニングKC〉、全9巻
  1. 2011年12月22日発行（同日発売）、ISBN 978-4-06-387072-5
  2. 2012年12月21日発行（同日発売）、ISBN 978-4-06-387172-2
  3. 2013年12月20日発行（同日発売）、ISBN 978-4-06-387275-0
  4. 2014年12月22日発行（同日発売）、ISBN 978-4-06-388412-8
    - 限定版（大公国・帝国・共和国のピンズ3箇国セットを同梱）、ISBN 978-4-06-358753-1

  5. 2015年12月22日発行（同日発売）、ISBN 978-4-06-388545-3
  6. 2016年12月22日発行（同日発売）、ISBN 978-4-06-388677-1
  7. 2017年12月21日発行（同日発売）、ISBN 978-4-06-510809-3
  8. 2018年12月21日発行（同日発売）、ISBN 978-4-06-514059-8
  9. 2021年1月21日発行（同日発売）、ISBN 978-4-06-519907-7